# On raconte...
On raconte... est un ensemble de trois recueils de contes rassemblés et présentés par Mathilde Leriche et publiés aux Éditions Bourrelier en 1956. Ils ont fait l'objet de nombreuses rééditions.

## Présentation
L'objectif de Mathilde Leriche, exposé dans la présentation, était d'offrir aux personnes s'occupant d'enfants une collection de contes et de récits qu'elles pourraient leur lire à haute voix, et qui correspondraient aux goûts et aux besoins des enfants. Elle pensait notamment « aux institutrices et instituteurs éloignés des villes qui ne peuvent pas facilement trouver la documentation qu'ils désirent ».
Elle a donc sélectionné :
- des contes classiques (Grimm, Perrault, Jean Macé...)
- des contes extraits d'ouvrages épuisés en librairie et non réédités
- des contes inédits d'auteurs contemporains.

Chaque recueil s'adresse à une tranche d'âge :
1. enfants de 5 à 9 ans
2. enfants de 8 à 12 ans
3. enfants de 10 à 14 ans.

Ces textes sont accompagnés d'indications sur l'âge approximatif de l'auditoire-cible, de conseils de diction et d'une estimation sur le temps nécessaire à raconter chaque histoire.
Mathilde Leriche était très attachée à la qualité des histoires destinées aux enfants, et à leur bonne adéquation à l'auditoire. Elle a notamment « écarté systématiquement les contes et histoires qui pouvaient troubler ou effrayer les enfants », mais n'a « pas craint de donner des histoires où un problème moral, un cas de conscience étaient posés ». Elle a adapté les récits les plus anciens qui pouvaient présenter des longueurs ou des expressions obsolètes, et a expérimenté par elle-même la lecture de ces contes à des « groupes d'enfants de milieux très variés » avant de les publier.
Plusieurs auteurs de manuels scolaires de lecture ont par la suite puisé à leur tour dans ces recueils. Certaines histoires inédites, comme celles de Paul Grolleau, lui doivent d'avoir survécu jusqu'à nos jours.
Ces recueils sont illustrés par Pierre Belvès.
Un recueil complémentaire a paru en 1957 chez le même éditeur, intitulé Et on raconte encore...

## Sommaire

### Premier Livre
- Histoire des animaux qui cherchaient l'été (Natha Caputo, d'après un conte russe)
- Le petit chacal et le crocodile (Natha Caputo, d'après un conte hindou)
- Le vieux Krok (André Fayol[4], inédit)
- Le petit lapin (André Fayol, inédit)
- Cocorico (André Fayol, inédit)
- Histoire de la petite fille qu'on appelait Noisette, parce qu'elle n'avait pas plus de cervelle qu'une noisette (Paul Grolleau, inédit)
- Le crocodile à la mer (Frantz et Jacques Bour[5], inédit)
- Le chameau et sa puce (Frantz et Jacques Bour, inédit)
- Le petit agneau de lait (Jean Bosshard, Le marchand de sable attendra)[6]
- La maison des trois loups (Natha Caputo, d'après un conte hongrois, in Contes des 4 vents)
- Les trois cognées (Natha Caputo, d'après un conte lituanien, in Contes des 4 vents)
- Jean, le méchant garçon (Pernette Chaponnière, Le petit ours de pain d'épice et autres contes)
- Compère Louison et la Mère du Vent (Armand Got, d'après Arnaudin, in Étoile d'or et Oreille d'âne et autres contes d'Aquitaine)
- Cette Tortue-là (Paul Grolleau, conte paru dans Francs-Jeux, 1er mai 1953)
- Drôle d'histoire de Dodu-Dodo, le cochon fatigué (Paul Grolleau, inédit)
- Histoire de Trop-Tard-à-la-Soupe et de Ramasse-Miettes (Mathilde Leriche, inédit)
- Le collier de Vérité (Jean Macé, Contes du petit château, Hetzel, 1862)
- La Moitié de Poulet (Jean Macé, Contes du petit château, Hetzel, 1862)
- Les Fées (Charles Perrault, Contes de ma mère l'Oye, 1697)
- Le Noël de Petite Pomme (René Jacquenet, inédit)
- Les quatre cri-cris de la boulangère (P.J. Stahl[7], Morale familière, Hetzel)

### Deuxième Livre
- Ouragan 72 (P.L. Buisson)
- Les trois fileuses (Frères Grimm)
- Blanche-Neige (Frères Grimm)
- Le roi Bec-de-Grive (Frères Grimm)
- Ebsen le curieux (E. Juhel-Gellie)
- Un drôle de carnaval (Jean Nesmy)[8]
- Une vieille bête de louve (Jean Nesmy)
- Papa Grand Nez (F. Delarue)
- Histoire du petit rat blessé et perdu (A. Lavondes)
- Le petit Ravageot (Jean Macé)
- La hache et le pot-au-feu (Jean Macé)
- Comment la Fée des Pleurs fut changée en blanche sourette (Hégésippe Moreau)
- Les habits neufs de l'Empereur (H.C. Andersen)
- Les aventures d'une aimable Passe-Rose et d'un Tournesol (P.L. Buisson)
- Les babouches de Baba-Rayou (E. Juhel-Gellie)
- Le roi de la Pluie (E. Juhel-Gellie)
- Le petit pot de miel (Andrée Martignon)[9]
- La petite araignée (Charles Vildrac)

### Troisième Livre
- Le Chat de gouttière (Claude Appell, conte paru dans Francs-Jeux)
- Le mariage du cordonnier (André Baruc, Contes de la Zérosième)
- Le secret de la rivière (Amy Sylvel[10], inédit)
- La révolte des toits (Claude Appell, conte paru dans Francs-Jeux)
- Le Bonhomme de neige (Maurice Carême, Contes pour Caprine)
- Le Magicien aux étoiles (Maurice Carême, Contes pour Caprine)
- La Vague et le Goëland (Maurice Carême, Contes pour Caprine)
- Le Noël du camionneur (Lucienne Desnoues[11], inédit)
- La Chasse du baron (Népomucène Jonquille[12], inédit)
- Histoire de l'Épouvantail (Népomucène Jonquille, inédit)
- Une Grenouille comme on n'en voit plus (Lockroy, Les Fées des Familles, Hetzel 1862)
- Grand-mère Barbe (Andrée Martignon, inédit)
- La mer qui chante, la pomme qui daube et l'oisillon qui dit tout (Marianne Monestier[13], inédit, d'après un conte traditionnel)
- La souris blanche (Hégésippe Moreau, Le Myosotis)
- L'oreille de Guignol (André Baruc, inédit)